# Gilead (Nebraska)
Pour les articles homonymes, voir Gilead.
Gilead est un village du comté de Thayer, dans l'État du Nebraska, aux États-Unis. En 2020, il comptait une population de 32 habitants.